# 松本純弥 (ラグビー選手)
松本 純弥（まつもと じゅんや、2000年3月17日 - ）は、日本出身のラグビーユニオン選手。2025年現在ジャパンラグビーリーグワンに参戦する浦安D-Rocksに所属している。

## プロフィール
- 鹿児島県出身。
- ポジションはウィング(WTB)。
- 身長 171 cm、体重 79 kg
- 7人制ユース日本代表に選ばれたことがある。
- 7人制日本代表に選ばれたことがある[2]。

## 略歴
2018年、佐賀工業高校卒業後、明治大学に入る。
2022年4月、NTTコミュニケーションズ シャイニングアークス東京ベイ浦安に加入。同年7月、NTT再編に伴う新チーム浦安D-Rocks選手スコッドに選ばれた。
2023年、アジア競技大会の日本代表に選出され、銅メダルを獲得した。
2024年、パリ2024五輪の7人制ラグビー日本代表内定選手に選ばれた。
2025年1月4日に行われたJAPAN RUGBY LEAGUE ONE第3節カンファレンスA横浜イーグルス戦にて先発出場でリーグワン公式戦初出場を果たした。

## 受賞歴
- 令和元年スポーツ功労者表彰[8]。